# Aeschynite-(Nd)
L'aeschynite-(Nd) est une espèce minérale rare de formule chimique (Nd,Ce,Ca,Th)(Ti,Nb)2(O,OH)6. Elle se présente sous forme de cristaux tabulaires orange, bruns à noirs, prismatiques de plusieurs millimètres, amas équigranulaires et rayonnants, et également massifs.
Découverte et décrite en Chine en 1982, elle est validée par l'IMA en 1984 qui lui attribue le symbole Aes-Nd.
Son nom vient du grec ancien αισχύνη / aeschyne signifiant « honte », en référence aux difficultés rencontrées par les premiers chimistes pour séparer le titane du zirconium dans certains échantillons d'aeschynite, l'élément lanthanide dominant dans la composition. « Nd » est le symbole chimique du néodyme, élément le plus présent dans la molécule après l'oxygène. Du point vue optique, elle est isotrope.

## Chimie
L'aeschynite-(Nd) possède une masse molaire de 305,70 g/mol. Le dioxyde de titane (TiO2) représente 40,33 % de cette masse. Le lanthanide le plus présent est effectivement le néodyme (27,5 %).
| Composition | Composition |
| ----------- | ----------- |
| Cérium      | 16,17 %     |
| Titane      | 24,17 %     |
| Niobium     | 6,70 %      |
| Hydrogène   | 0,29 %      |
| Néodyme     | 24,97 %     |
| Oxygène     | 27,70 %     |

Elle n'est pas magnétique à la différence de l'aeschynite-(Ce) et possède une radioactivité supérieure à 70 Bq/g.
L'aeschynite-(Nd) est facilement soluble dans l’acide chlorhydrique, l'acide sulfurique et l'acide phosphorique chauds et faiblement dans l'acide nitrique.

## Structure cristalline
Le système cristallin de ce minéral est orthorhombique, ce qui signifie qu'il présente trois axes de même longueur, perpendiculaires les uns aux autres. Sa classe cristalline, selon la notation Hermann-Mauguin, est écrite mmm (2/m 2/m 2/m) pour le groupe d'espace, indiquant un caractère dipyramidal.

## Formation et gisements
L'aeschynite-(Nd) s'est notamment formée dans des pegmatites granitiques complexes, des roches ignées hautement évoluées (stade paragénétique 4b) âgées de plus de trois milliards d'années.
Les gisements du minéral ont comme contexte géologique les veines d'ardoise et de dolomie métamorphisée.
Dans la localité type située dans la mine de l'est dans le gisement de Bayan Obo, dans la commune de Baotou en Mongolie-Intérieure (Chine), elle est associée à l'aégirine, l'albite, la barytine, la fluorine, la magnétite, la phlogopite et la riébeckite.
D'après la base de données minéralogiques Mindat.org, on en connaît en 2025 neuf gisements dans le monde, dont la structure d'impact de Chicxulub (Yucatán, Mexique).